# Anthony Miles (baloncestista)
Anthony Gillespie Miles Jr. (Nueva Orleans, Luisiana, 15 de diciembre de 1989) es un baloncestista estadounidense. Con 1,85 metros de estatura, juega en la posición de base.

## Trayectoria deportiva

### Universidad
Jugó cuatro temporadas con los Cardinals de la Universidad Lamar, en las que promedió 11,8 puntos, 4,2 rebotes, 3,3 asistencias y 1,2 robos de balón por partido. En su último año fue incluido en el segundo mejor quinteto de la Southland Conference.

### Profesional
Tras no ser elegido en el Draft de la NBA de 2012, fimó su promer contrato profesional con el Feyenoord Basketbal holandés, con el que acabó en la última posición de la Eredivisie, pero siendo el máxomo anotador de la competición, promediando 18,3 puntos por partido.
El 5 de enero de 2014 fichó por el Politekhnika-Halychyna Lviv de la Superliga de Ucrania, donde acabó la temporada promediando 15,4 puntos y 4,8 rebotes por partido saliendo desde el banquillo.
La temporada siguiente firmaría por el SKS Starogard Gdański polaco, en la primera de las dos etapas que pasaría en el club. En ella acabó promediando 19,7 puntos y 4,7 rebotes por partido, mientras que dos años más tarde acabó con 15,3 puntos y 4,2 rebotes. Entremedias, jugó varios partidos con el BK VEF Rīga letón y el CS Energia Rovinari rumano.
El 27 de julio de 2017, fichó por el Scafati Basket de la Serie A2 italiana, pero únicamente disputó nueve partidos, ya que en el mes de diciembre dio positivo en un control de drogas por THC, metabolito que se forma por el consumo de cannabis. Tras ser suspendido por la liga de forma cautelar, fue posteriormente despedido por el equipo.
Regresó a las pistas en julio de 2018, al fichar por el también equipo de la Serie A2 italiana del Hertz Cagliari.
El 23 de julio de 2022 fue contratado por el Pallacanestro Mantovana, haciendo su regreso a la Serie A2 luego de haber pasado por clubes de Líbano, Libia y Jordania.